# Nordlandsoxel
Nordlandsoxel (Sorbus neglecta) är en rosväxtart som beskrevs av Johan Teodor Hedlund. Enligt Catalogue of Life ingår Nordlandsoxel i släktet oxlar och familjen rosväxter, men enligt Dyntaxa är tillhörigheten istället släktet oxlar och familjen rosväxter. Arten har ej påträffats i Sverige. Inga underarter finns listade i Catalogue of Life.